# Karel Kopal (1788)
Karel Kopal (německy Karl von Kopal či Carl von Kopal; 3. února 1788 Ctidružice – 17. června 1848 u Vicenzy, Itálie) byl moravský důstojník v armádě Rakouského císařství. Byl reprezentantem starší linie rodu Kopalů, otcem c. k. generálmajora Karla Kopala, c. k. plukovníka Viktora Kopala, c. k. nadporučíka Roberta Kopala, Viktoríny Brand a Arnoštky Henn. Jeho dědičný šlechtický titul byl baron.

## Život

### Mládí a vojenské úspěchy za napoleonských válek
Karel Kopal se narodil 3. února 1788 v moravských Ctidružicích, součásti tzv. Horního statku královského města Znojma. V rodině se mluvilo česky, němčina však byla přirozeně nezbytností: Karlův otec a děd zastávali na znojemské radnici vysoké úřední posty jako správci Ctidružic a přilehlého zboží. Mladý Karel Kopal vystudoval gymnázium na Jezuitském náměstí ve Znojmě a poté absolvoval jednoletý kurs na reálné škole v Mikulově. Jako sedmnáctiletý v září roku 1805 dobrovolně vstoupil do 22. pěchotního pluku prince Arnošta Fridricha Sasko-Kobursko-Saalfeldského a prošel ihned křestním ohněm bojů třetí koaliční války proti napoleonské Francii na vedlejším bojišti v Itálii i v proslulé bitvě u Slavkova. Po uzavření Prešpurského míru v prosinci 1805 nastoupil tříleté studium na kadetní škole v Terezíně. Do páté koaliční války roku 1809 se zapojil již jako čerstvý poručík 6. mysliveckého praporu v předsunuté brigádě barona Vécseyho. 22. dubna 1809 předvedl odvahu a statečnost, když v čele přidělené roty myslivců kryl ústup hlavních rakouských sil u bavorského Řezna. Po uzavření znojemského příměří v červenci 1809 povýšen na nadporučíka. V letech 1809–1813, po porážce Rakouska, několik let vykonával ostrahu česko-bavorské hranice jižně od Českého Krumlova a potíral činnost ozbrojených pašeráků.
Když se Rakousko zapojilo v srpnu 1813 do šesté koaliční války proti Napoleonovi, byl nadporučík Karel Kopal s 6. mysliveckým praporem začleněn pod 2. lehkou divizi polního podmaršálka hraběte Bubny, která měla jako předvoj za úkol bránit nepříteli v postupu od lužické Žitavy do Čech. Při bojích u Jablonného v Podještědí na severu Čech prokázal Kopal vynikající strategický postřeh a osobní statečnost, načež byl 1. září 1813 povýšen do hodnosti kapitána. V říjnu 1813 byl pověřen velením předvoje Bubnovy divize v proslulé „bitvě národů“ u Lipska. Jeho útok na čele pouhých dvou rot do vesnice Paunsdorf byl velmi úspěšný, neboť se podařilo zajmout na tři desítky Francouzů. Po bitvě Kopal a Bubnova divize vytvořila nejzazší levé křídlo koaliční armády, které táhlo na Ženevu a podél Rhôny do jihozápadní Francie. Při postupu divize z Pont d`Ain do Meximieux 18. ledna 1814 dokázal Karel Kopal na čele předvoje navzdory ostré francouzské palbě proniknout až k Lyonu, překonat mohutný silniční zátaras a dobýt na krátko lyonské předměstí. Další bravurní kousek si připsal přesně o měsíc později, když francouzský maršál Charles Augereau zaútočil na rakouské pozice mezi Meximieux a Loyes. Protiútok rakouské jízdy nevyšel, nicméně Kopalovi myslivci dokázali zpoza křoví a živých plotů prudkou palbou obrátit nepřítele na útěk. Karel Kopal a 6. prapor myslivců se poté ještě zúčastnil poslední, sedmé koaliční války proti Napoleonovi v roce 1815, kdy bojoval v záložním armádním sboru arcivévody Ferdinanda Karla d`Este, konkrétně v brigádě generálmajora barona Paumgarttena.

### Posádkový velitel a rodinné zázemí
Dlouhé mírové období po skončení napoleonských válek umožnilo kapitánu Karlu Kopalovi věnovat se i rodinnému životu. Roku 1832 se oženil s Marií Terezií (25. ledna 1797 Kostelní Bříza – 5. září 1846 Kostelní Bříza), dcerou generálmajora svobodného pána von Spiegel z Kostelní Břízy v Čechách. V roce 1833 se mu v Chebu narodil první syn Karel a o dva roky později dcera Viktorína. Po nástupu císaře a krále Ferdinanda I. (V.) Dobrotivého na trůn byl Karel Kopal 29. prosince 1835 povýšen do hodnosti štábního důstojníka – majora. Zároveň převzal velení u druhého praporu 8. pěchotního pluku arcivévody Ludvíka v Jihlavě. Alespoň nakrátko tak mohl se svojí mladou rodinou přesídlit do blízkého okolí svého rodiště. Právě v Jevišovicích se mu na začátku roku 1836 narodil druhý syn Viktor. Císař však potřeboval schopného důstojníka jinde. V březnu 1836 ho pověřil velením 7. mysliveckého praporu, který byl dislokován jako posádka v chorvatské Rijece (Fiume) a Bakaru (Buccar). Dne 12. února 1837 pak císař ocenil věrnost devětačtyřicetiletého majora povýšením do prostého šlechtického stavu (Karl von Kopal). Kopal strávil v Chorvatském Přímoří čtyři roky a mezi místním obyvatelstvem si získal brzy velkou oblibu, důkazem čehož byl titul čestného občana (patricia) města Bakaru (1838) a poté i Rijeky (1840). Roku 1839 se mu zde také narodila další dcera Arnoštka.
V dubnu 1840 byl Kopalův 7. myslivecký prapor převelen do štýrského Celje (dnes Slovinsko). Na jaře 1841 povýšil císař Ferdinand I. Karla Kopala na podplukovníka a svěřil mu velení nad tyrolským mysliveckým plukem v Botcenu (Bolzano). V jižním Tyrolsku Karel Kopal s rodinou pobýval následujících pět let. Narodil se zde i jeho třetí syn Robert. Když v polovině května 1846 Kopal Tyrolsko opouštěl, setkal se s neobvykle emotivním rozloučením ze strany důstojnického sboru i honorace města Botcenu. Vyzdvihována byla především Kopalova spravedlivost, čest, skromnost a srdečnost. 
Vyvrcholením Kopalovy kariéry byla hodnost plukovníka, které dosáhl 24. dubna 1846. Radost z postupu však Kopalovi zamlžil smutek z vážného zdravotního stavu manželky Terezy, která již na počátku roku 1846 musela s těžkými souchotinami odcestovat společně s dcerami a nejmladším synkem Robertem do domácího léčení v Kostelní Bříze. Prvorozený syn Karel brzy nastoupil na vojenskou akademii ve Vídeňském Novém Městě, druhorozený Viktor zůstal s otcem. V polovině roku 1846 novopečený plukovník Kopal ovdověl. Zároveň s povýšením byl šedesátiletý Karel Kopal pověřen velením u 10. praporu polních myslivců se základnou v severoitalském Miláně. Tento vojenský oddíl patřil mezi nejzkušenější a nejobávanější jednotky svého druhu v armádě habsburské monarchie. Kopal však přišel do čela praporu v době, kdy se celá rakouská Lombardie již chvěla silným vnitřním napětím namířeným proti ústřední vládě ve Vídni.

### Kopalovo hrdinství za války s Piemontem a italskými vzbouřenci roku 1848
Kopalův 10. myslivecký prapor musel již na podzim 1847 zjednávat pořádek na řadě míst, kde propukly drobné pouliční protesty. Odvolání nenáviděného kancléře Metternicha ve Vídni dalo nespokojeným Lombarďanům dostatečně silný impuls k masivní rebelii, takže 18. března 1848 povstala celá provincie včetně Milána. Vzápětí revoltovaly i rakouské Benátsko (viz První italská válka o nezávislost). Na rozkaz vrchního velitele maršála Radeckého proto zahájily všechny rakouské oddíly 22. března večer spořádaný ústup z Milána směrem na jihovýchod. Kopalův dvanáctiletý syn Viktor byl kvůli nebezpečné situaci odeslán za svým starším bratrem na vojenskou akademii do Vídeňského Nového Města. Po krátké přestřelce ve vesnici Paullo 23. března 1848 dosáhli Kopalovi muži města Lodi a překročili řeku Addu. Zde se dozvěděli, že lombardské a benátské povstalce podpořila vpádem z Piemontu vojska sardinského krále Karla Alberta. Vypukla tak válka, do které proti Rakousku vystoupili také toskánský velkovévoda Leopold II., neapolský král Ferdinand II., a dokonce i papež Pius IX. Radecký proto v ústupu pokračoval. Do konce března se Strassoldova brigáda s Kopalovým praporem stáhla přes Cremu za řeku Oglio a odtud přes  Montichiari do Solferina. V prvních dubnových dnech dosáhla hranice mezi Lombardií a Benátskem a zaujala obrannou pozici. Dne 9. dubna 1848 se zde Kopalovi muži dostali poprvé do otevřeného boje s početně daleko silnějšími jednotkami sardinského krále. Ty se nakonec zmocnily městečka Monzambano a vynutily si přechod řeky Mincia. Další postup nepřítele však byl zastaven a 10. myslivecký prapor mohl s přehledem ustoupit do stínu velké rakouské pevnosti ve Veroně, kde setrval v druhé obranné linii další tři týdny.
Poté, co Piemonťané zaútočili na rakouskou obrannou linii u Pastrenga, obdržel plukovník Kopal příkaz přemístit svůj odpočatý prapor opět k Strassoldově brigádě na západní předměstí Verony – v Santa Lucii. Brigádu kromě 10. mysliveckého praporu tvořil 3. prapor pěchotního pluku arcivévody Zikmunda, jeden oddíl Radeckého husarů a jedna baterie šestilibrových děl. Vysoká kostelní věž v Santa Lucii se veliteli Kopalovi stala ideální hláskou s výhledem do širokého okolí a s možností vizuální komunikace s pozorovatelnou staré citadely ve Veroně. Místní hřbitov s ohradní zdí proměnili Kopalovi muži v pevnůstku a v okolí vesnice zbudovali zákopy. V dopoledních hodinách 6. května 1848 byly rakouské pozice v Santa Lucii napadeny soustředěným útokem prvního sboru sardinské armády. I když byl nepřítel početně pětkrát silnější, Kopalovi Rakušané se během tříhodinového urputného boje dokázali účinně bránit a útoky odrážet. Maršál Radecký bitvu o tři dny později popsal následovně: „Jednoznačně nejtěžší úlohu měl 10. myslivecký prapor pod velením statečného plukovníka Kopala, který bránil tu část vesnice, kam nepřítel udeřil s celou svojí silou. Jediná rota tohoto praporu, jež byla umístěna na hřbitově, dokázala odrazit tři mocné útoky piemontské gardové pěchoty.“ Teprve když sardinské jednotky začaly Santa Lucii z větší vzdálenosti obkličovat, musela se Strassoldova brigáda stáhnout na pláň před hradbami Verony. Zde v odpoledních hodinách maršál Radecký znovu soustředil značnou část rakouských sil a vrhl je s Kopalovým praporem na levém křídle do útoku proti Santa Lucii. Ve večerních hodinách byla ves dobyta zpět a rakouské zbraně mohly slavit první velké vítězství ve válce. Myslivci z 10. praporu byli za svoji statečnost vyznamenáni, Karlu Kopalovi udělil císař rytířský kříž Leopoldova řádu. Kopalovi myslivci zůstali v první obranné linii v Santa Lucii až do konce května, kdy Radeckého vojsko ve Veroně přijalo posily hraběte Nugenta.
27. května vyrazily hlavní rakouské kolony z Verony do Mantovy na řece Mincio. Z Strassoldovy brigády a brigády hraběte Clam-Gallase byla vytvořena divize pod velením polního zbrojmistra knížete Felixe ze Schwarzenbergu, která dne 29. května zaútočila na opevněné piemontské jednotky v Curtatone a Montanaře na jih od města, poté pak na severozápad, proti proudu Mincia, k městu Goito. Cílem manévru mělo být osvobození obležené rakouské pevnosti Peschiera. Bezvýsledný boj 30. května připravil Kopalův prapor o 10 mužů. Pevnost Peschiera toho dne navíc padla.
Radecký tak musel přehodnotit svůj ofenzivní plán. Postupovat na západ by bývalo bylo vykoupeno příliš velkými oběťmi a navíc hrozilo odříznutí zásobovacích cest přes Benátsko. Rozhodl se proto co nejrychleji a pokud možno utajeně otočit své třicetitisícové vojsko a přesunout je k benátské Vicenze, kde se nacházelo zhruba patnáct tisíc vojáků z Neapolska, Církevního státu (dva pluky švýcarské pěchoty) a Benátska pod velením generála Duranda, bývalého velitele papežských jednotek, nyní ve službách sardinského krále. Po bitvě u Goita tábořila Strassoldova brigáda s Kopalovým praporem u nedaleké Saccy, odkud se v noci na 4. června společně s ostatními rakouskými jednotkami stáhla ve vší tichosti zpět do Mantovy. 5. a 6. června pokračovala v postupu přes Castel Belforte, Pellegrinu, Bovolone, pevnost Legnago do Bevilacquy, 8. a 9. června pak přes Montagnanu, Ponte di Barbarano do Debby na řece Bacchiglione pod Vicenzou. Zde se Kopalovi myslivci stočili na západ pod svah výrazného protáhlého pahorku Monte Berico. Odtud, ze sousedství vesnice Arcugnana, měli podle instrukcí hlavního štábu ráno 10. června vyrazit a do všeobecného útoku na pozice generála Duranda před Vicenzou.
V předvečer bitvy nicméně nebylo zřejmé, kdo myslivce z 10. praporu do boje povede. Plukovník Kopal již několik dnů trpěl horečkou úplavice a sám maršál Radecký mu nedoporučoval osobní účast v boji. Navrhoval, aby Kopalův prapor zůstal v týlu jako záloha. Ctidružický rodák se s tím však nehodlal smířit a navzdory varováním lékaře se rozhodl do bitvy jít. Město Vicenza bylo nad ránem 10. června 1848 sevřeno rakouskou armádou ze tří stran. První armádní sbor byl rozprostřen na jih od města, v okolí strategického protáhlého hřebene Monte Berico. Nalevo stála divize generálmajora Culoze, uprostřed pak Schwarzenbergova divize s Clam-Gallasovou a Strassoldovou brigádou a Kopalovými myslivci. Úkolem prvního sboru bylo dobýt silně opevněné pozice nepřítele na Monte Berico a z této klíčové pozice zaútočit na město. Hlavní úlohu při tomto obtížném manévru dostala Culozova brigáda, která v brzkých ranních hodinách zahájila bitvu výstupem na Monte Berico do osady Villa Margherita, odkud postupovala po hřebenové silnici k zámku Rombaldo. Zde měli první předsunuté pozice Italové pod velením plukovníka markýze d`Azeglio, kteří se sice bránili hustou dělostřelbou, nakonec však zámek vyklidili. V následné fázi byl nepřítel vytlačen z další pozice, na nejvyšším pahorku Monte Berica, zvaném Bella Vista. Pak se však rakouský postup na několik hodin zastavil, neboť mezi Monte Bella Vista a další obrannou pozicí Italů na pahorku Monte Baricocoli se rozprostíralo široké údolí a bez posil byl útok nemyslitelný. Kolem 10. hodiny se podle Radeckého instrukcí daly do pohybu všechny kolony rakouské armády u Vicenzy, Culozovi na Monte Berico spěchaly na pomoc oddíly dělostřelectva a také Kopalův 10. prapor myslivců, zatímco v údolí řeky zprava postupovala Clam-Gallasova brigáda. Když tyto posily kolem půl třetí odpoledne dorazily na místo, předstíral generálmajor Culoz slabost a dezorganizaci, aby vylákal nepřítele z jeho silného postavení. D`Azeglio se nechal zmást a vyslal vpřed silnou kolonu švýcarské pěchoty. Jakmile byli Švýcaři vzdáleni na několik desítek kroků, odmaskoval Culoz skrytou dělostřeleckou baterii a zasypal nepřítele hustou palbou. V tento moment překvapení zasáhl plukovník Kopal. Sesedl z koně, postavil se na čelo svého praporu a svižným přesunem úvozem ve svahu hory nepozorovaně vpadl Švýcarům do jejich levého boku a zčásti i do týlu. Zároveň nechal troubit a bubnovat k všeobecnému útoku, načež celá Culozova brigáda vyrazila do útoku na bodáky. Karlu Kopalovi však nebylo dopřáno dobojovat slavnou bitvu do konce. Když společně s hejtmanem Jablonským zdolával v první řadě svého oddílu palisádové opevnění u vily Carcano pod Baricocoli, zasáhla jeho pravou ruku dělostřelecká koule. V polním lazaretu mu byla rozdrcená ruka nad loktem amputována. Utrpení mu mohla alespoň trochu zmírnit novina o vítězném rakouském postupu přes pahorek Baricocoli k severnímu konci Monte Berica, kde byl dobyt klášter Madonna del Monte, dodnes hlavní dominanta Vicenzy. Ve večerních hodinách město kapitulovalo. Italský generál Durando uzavřel ještě v noci s maršálem Radeckým konvenci, která zaručovala římským a neapolským vojákům volný odchod pod podmínkou tříměsíčního příměří.

### Úmrtí na následky bitevního zranění
V bitvě u Vicenzy padlo 141 císařských vojáků, zraněno jich bylo 540. Kopalův prapor přišel o 23 myslivců, přes devadesát jich utrpělo zranění. Zdravotní stav Karla Kopala se zdál po amputaci ruky stabilizovaný, nicméně v noci z 16. na 17. června se prudce zhoršil vlivem infekce tetanu. Nad ránem 17. června 1848 věhlasný plukovník zemřel. Následujícího dne byl se všemi vojenskými poctami a v doprovodu svých spolubojovníků pochován na městském hřbitově ve Vicenze.
V roce 1911 nechali Kopalovi potomci ve Vincenze vybudovat novou hrobku, jež byla dílem rakouského sochaře Gustava Gurschnera. Slavnostní odhalení proběhlo 14. října 1911. Po uzavření německého hřbitova ve Vincenze byla v roce 1978 hrobka i s tělem přenesena do Svatého Hippolyta. Město Karlu von Kopalovi věnovalo čestné místo na hřbitově v sektoru „V“ pro zahynuvší v první světové válce.

## Posmrtná vyznamenání a Kopalovy děti

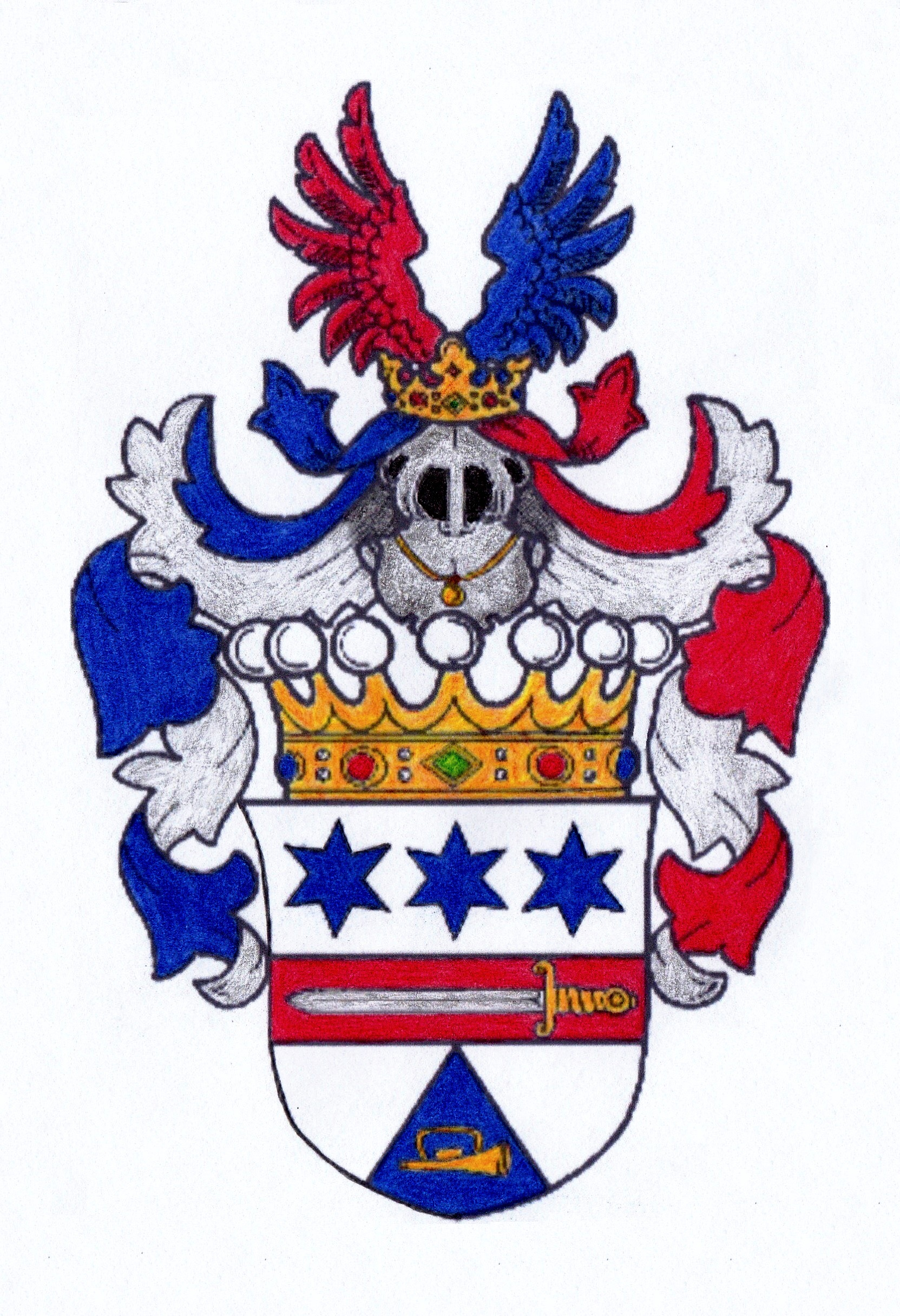
Erb Karla von Kopala

V roce 1832 se Karel Kopal v Kostelní Bříze oženil s baronesou Marií Terezií von Spiegel (25. prosince 1797 Kostelní Bříza – 5. září 1846 Kostelní Bříza). Měli spolu 5 dětí. Karla (8. prosince 1833 Cheb – 4. února 1912 Bolzano), Viktora (25. července 1836 Jevišovice – 2. ledna 1892 Hřebeny), Roberta (1842 Bolzano – 24. června 1866 Oliosi), Viktorínu (* 2. února 1835 Waldstein in Böhmen) a Arnoštku (3. září 1839 Fiume – 19. září 1915 Kostelní Bříza). Všichni tři Kopalovi synové se později stali důstojníky císařské armády.
Nejúspěšnější byl nejstarší Karel, který dosáhl hodnosti generálmajora. Oženil se s Marií svobodnou paní Hippoliti von Paradiso a Montebello (* 13. ledna 1845), měli spolu dceru Františku (* 24. srpna 1881 Hradec Králové). Prostřední syn, c. k. plukovník Viktor se oženil s Marií Terezií Henn von Henneberg-Spiegel (16. dubna 1860 Hrzín – 30. ledna 1913 Hřebeny), dědičkou velkostatku a zámku Hřebeny v západních Čechách. Nejmladší syn Robert padl jako nadporučík 5. praporu císařových polních myslivců ve vítězné bitvě u Custozy v červnu 1866.
Dne 27. listopadu 1848 byl Karel Kopal za rozhodující podíl na vítězství u Vicenzy vyznamenán in memoriam na rytíře Řádu Marie Terezie. Na základě císařského diplomu z 11. ledna 1852 byli členové Kopalovy rodiny povýšeni do stavu svobodných pánů (baronů). Do šlechtického znaku rodiny von Kopal byl tehdy přidán symbol signálního rohu od Vicenzy.

### Kopalův roh
V lednu 1850 obdržel 10. prapor polních myslivců jako výraz vděku od spolubojovníků Radeckého armády stříbrný signální roh ozdobený drahokamy a zlatými nápisy „Monte Berico“ a „Kopal ruft!“ (Kopal volá!). Ten je dnes vystaven ve vídeňském Vojenskohistorickém muzeu (Heeresgeschichtliches Museum).

## Karel von Kopal v historické paměti
Dvě baterie, které se zúčastnily střetnutí před Veronou v době italského tažení, obdržely jeho jméno. Podle císařského nařízení z 23. února 1913 se měl prapor č. 10 nazývat na věčné časy Feldjägerbataillon Kopal Nr. 10. Roku 1928 byl dolnorakouský motorizovaný prapor vojenské policie č. 3 pojmenován po Karlu Kopalovi.

### Kopalovo náměstí ve Vídni
Až do roku 1980 neslo jméno Karla Kopala náměstí Oskara Kokoschky na Stubenringu ve Vídni.

### Kopalův památník a Kopalovo náměstí ve Znojmě
Dne 16. října 1853 byl Karlu von Kopalovi odhalen výstavný empírový památník na prostranství před Císařskou bránou ve Znojmě. Postupně vybudované náměstí v jeho okolí neslo až do roku 1920 jeho jméno (Kopalplatz / Kopalovo náměstí), než v rámci „odrakouštění“ české národovecké proudy v znojemském zastupitelstvu prosadily přejmenování náměstí na Komenského. Při rekonstrukci památníku a přilehlého prostoru náměstí v roce 2009 byl u paty památníku objeven sarkofág s dobovým dokumentem pojednávajícím o jeho vzniku, stavbě a průběhu slavnostního odhalení. Roku 2012 se na obelisk navrátily bronzové atributy (puška s nasazeným bajonetem, polnice, lovecký klobouk a tornistra). Německé nápisy připomínající význam Karla von Kopala zůstaly uloženy v depozitáři muzea. Český překlad textů o baronu Kopalovi byl umístěn v dlažbě kolem památníku.

### Kopalova invalidní nadace pro veterány
V návaznosti na odhalení Kopalova památníku v roce 1853 byla v dubnu 1854 založena Kopalova invalidní nadace pro veterány 10. praporu polních myslivců. Základ nadace byl tvořen zůstatkem sbírky na Kopalův památník (1 082 zlatých), další finance měly být pro nadaci získávány dobrovolnými dary a také z výnosu prodeje 700 kusů pamětní Kopalovy medaile. Ražba medailí v c.k. Hlavním mincovním úřadu byla povolena císařem Františkem Josefem I. bezúplatně. Z nadačních prostředků byli zaopatřeni tři váleční invalidé. Znojemská městská rada přispívala na jednoho invalidu, který dostal za úkol střežit památník a pečovat o údržbu jeho okolí.

### Kopalova invalidovna
Vznikla rovněž potřeba sehnat pro strážce Kopalova památníku vhodné ubytování. Vznikla iniciativa pro výstavbu obytného domku – invalidovny pro hlídače. Za přispění šlechtických mecenášů byl projekt realizován. K slavnostnímu otevření invalidovny došlo v den čtvrtého výročí odhalení památníku – 16. října 1857.

#### Kopalův kabinet
Kromě bytu se v invalidovně nacházela i samostatně přístupná muzejní místnost, tzv. Kopalův kabinet, s předměty upomínajícími na Karla Kopala a válku v Itálii v roce 1848. Kabinetu byl věnován spis se stručnými dějinami c.k. 10. praporu polních myslivců ve válce 1848–1849 a portrét plukovníka Kopala. Dne 12. května 1910 byl kabinet přesunut z invalidovny do oválného sálu znojemského hradu, kde doplnil nově otevřenou expozici městského muzea. Po první světové válce v prosinci 1918 byl přestěhován do dvou místností v 1. poschodí východního křídla zámku. Dům invalidovny byl roku 1930 demolován. Po roce 1945 byl zrušen i Kopalův kabinet. Dnes je ve sbírkách Jihomoravského muzea ve Znojmě.

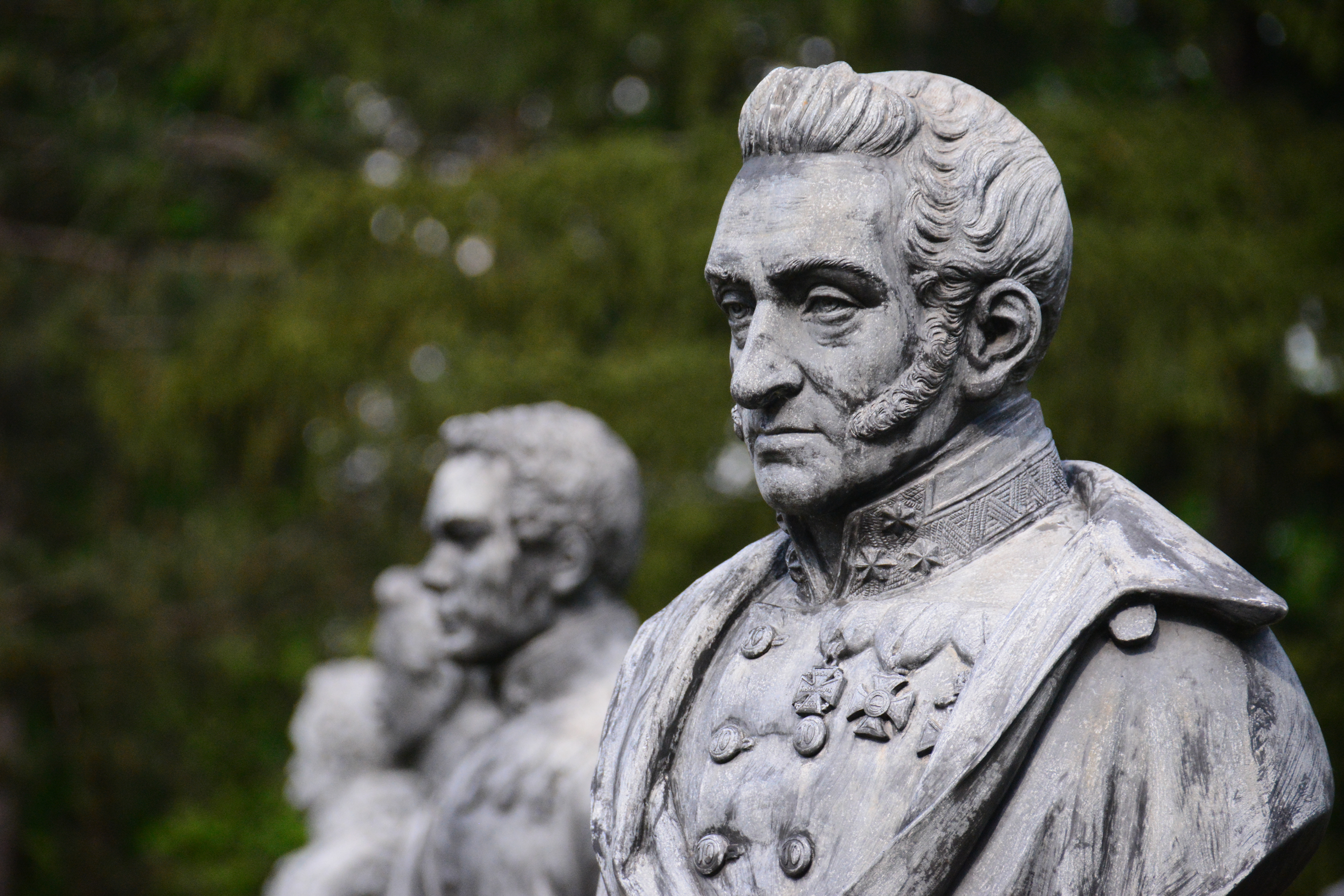
Busta Karla von Kopala v památníku Heldenberg

### Ulice Kopalova
Roku 1894 byla na počest Karla Kopala pojmenována ulice ve vídeňském 11. okrese Simmering. V letech 1913–1919 a 1939–1945 byla po Karlu Kopalovi pojmenována ulice v Brně.

### Kopalova kasárna
Kopalovo jméno nesla i kasárna v dolnorakouském Svatém Hippolytovi.

### Památník Heldenberg
Mezi bustami slavných vojevůdců a panovníků rakouské císařské armády v památníku Heldenberg poblíž obce Kleinwetzdorf je umístěna také busta Karla von Kopala.

## Vyznamenání
- Vojenský řád Marie Terezie – rytíř (in memoriam 27. listopadu 1848)
- Císařský rakouský řád Leopoldův – rytíř (1848)
- Řád železné koruny[44]
- Dělový kříž[45]